# Студинський Юрій Кирилович
Студинський Юрій Кирилович гербу Прус (1903, Львів — 25 січня 1965, Мюнхен, ФРН) — український економіст і публіцист, син Кирила Студинського. Дійсний член НТШ (з 1953).

## Життєпис

Команда Першого пластового куреня імені Петра Конашевича-Сагайдачного біля Академічної гімназії у Львові, 1921 рік. У центрі сидить Олександр Тисовський, ліворуч від нього Богдан Макарушка, праворуч — Ярема Весоловський. Стоять зліва направо: Володимир Лициняк, Богдан Окпиш, Остап Бартків, Юрій Студинський.

Навчався у Відні, Ґраці, Парижі. Працював у Львові, Кеніґсберзі і (з 1945) Мюнхені (професор УВУ).
Праці та статті на загальноекономічні теми, про економіку України, кооперацію, християнсько-суспільну доктрину: Problème de l'économie dirigée (1928), Le problème agraire en Ukraine (1930), «Історія світового господарства» (1939), Christliche Tendenzen in der Wirtschaftsordnung (1947) та ін.
Переклав українською мовою праці французького економіста Ш. Жіда («Програма кооператизму», 1934; «Солідарність», 1938) та ін. (видавництво РСУК у Львові). Співробітник низки українських, французьких і німецьких газет (у 1930-х рр. дописував із Парижа у львівську газету «Діло» і в Новий час").

## Публікації
- Декаденція західної демократії // Діло, 25.02.1938 [Архівовано 10 червня 2015 у Wayback Machine.]
- Ревізіонізм у поході // Діло, 24.09.1938 [Архівовано 5 січня 2014 у Wayback Machine.]
- ФРАНЦУЗЬКІ СПОМИНИ  ПРО УКРАЇНСЬКУ РЕВОЛЮЦІЮ (ПІДПИС Ю. С.) // «Новий час». — № 20-21. — 28-29 січня 1934
- УРЯД ДАЛАДІЄ (ПІДПИС Ю. С.) // «Новий час». — № 27. — 5 лютого 1934.
- ПІД ПОКРОВОМ ПРЕЗИДЕНТА ДУМЕРГА(ПІДПИС Ю.С,) // «Новий час». — № 34. — 15 лютого 1934
- ПАРИЖ, НЕРВ ФРАНЦІЇ УСПОКОЮЄТЬСЯ (ПІДПИС Ю. С.) // «Новий час». — № 37. — 19 лютого 1934
- РЕМОН ПУАНКАРЕ ПРО БЕРЕСТЕЙСЬКИЙ МИР (ПІДПИС Ю. С.) // «Новий час». — № 49. — 4 березня 1934
- ФРАНЦУЗЬКА ГОРЯЧКА // «Новий час». — № 150. — 7 липня 1934. (Підпис Ю. С.)
- ГРА ПАКТІВ // «Новий час». — № 163. — 25 липня 1934. (Підпис Ю. С.)
- ЛІОТЕ-АФРИКАНЕЦЬ // «Новий час». — № 168. — 23 серпня 1934. (Підпис Ю. С.)
- КРІЗЬ ПАРИЗЬКІ ОКУЛЯРИ «Новий час». — № 199. — 6 вересня 1934. (Підпис Ю. С.)
- ЦІСАР КАРЛО // «Новий час». — № 202. — 9 вересня 1934. (Підпис Ю. С.)
- ФРАНЦУЗЬКО-ІТАЛІЙСЬКІ ПЕРЕГОВОРИ // «Новий час». — № 212. — 21 вересня 1934. (Підпис Ю. С.)
- НОВЕ ПОЛОЖЕННЯ У ФРАНЦІЇ. МІРАБО ТРЕТЬОЇ РЕСПУБЛІКИ (від власного кореспондента) // «Новий час». — № 253. — 12 листопада 1934 (Підпис Ю. С.)
- БОЛЯК ФРАНЦУЗЬКОГО ПОЛІТИЧНОГО ОРГАНІЗМУ // «Новий час». — № 254. — 14 листопада 1934. (Підпис Ю. С.)
- МАНІФЕСТАЦІЯ В ЧЕСТЬ ДУМЕРГ (від нашого власного кореспондента) // «Новий час». — № 259. — 19 листопада 1934. (Підпис Ю. С.)
- ОГЛЯД ФРАНЦУЗЬКИХ РЕВІЙ // «Новий час». — № 291. — 31 грудня 1934. (Підпис Ю. С.).